# Лямбда (анатомия)

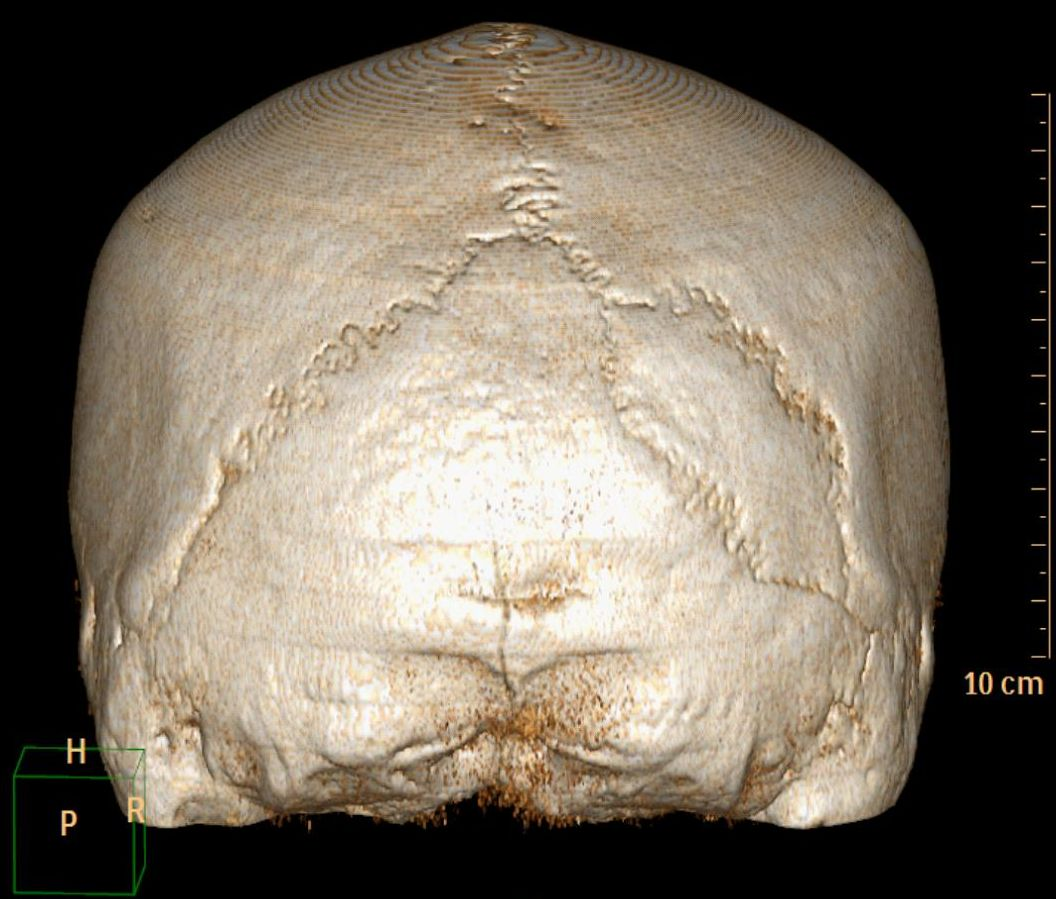

Лямбда (лат. Lambda) — антропометрическая точка, находящаяся на крыше черепа человека и соответствующая месту соединения сагиттального (образуется соединением между собой двух теменных костей) и ламбдовидного шва (образуется соединением между собой обеих теменных костей с затылочною костью). Последний подобен по форме греческой букве λ — «лямбда».